# Dorfkirche Dolle

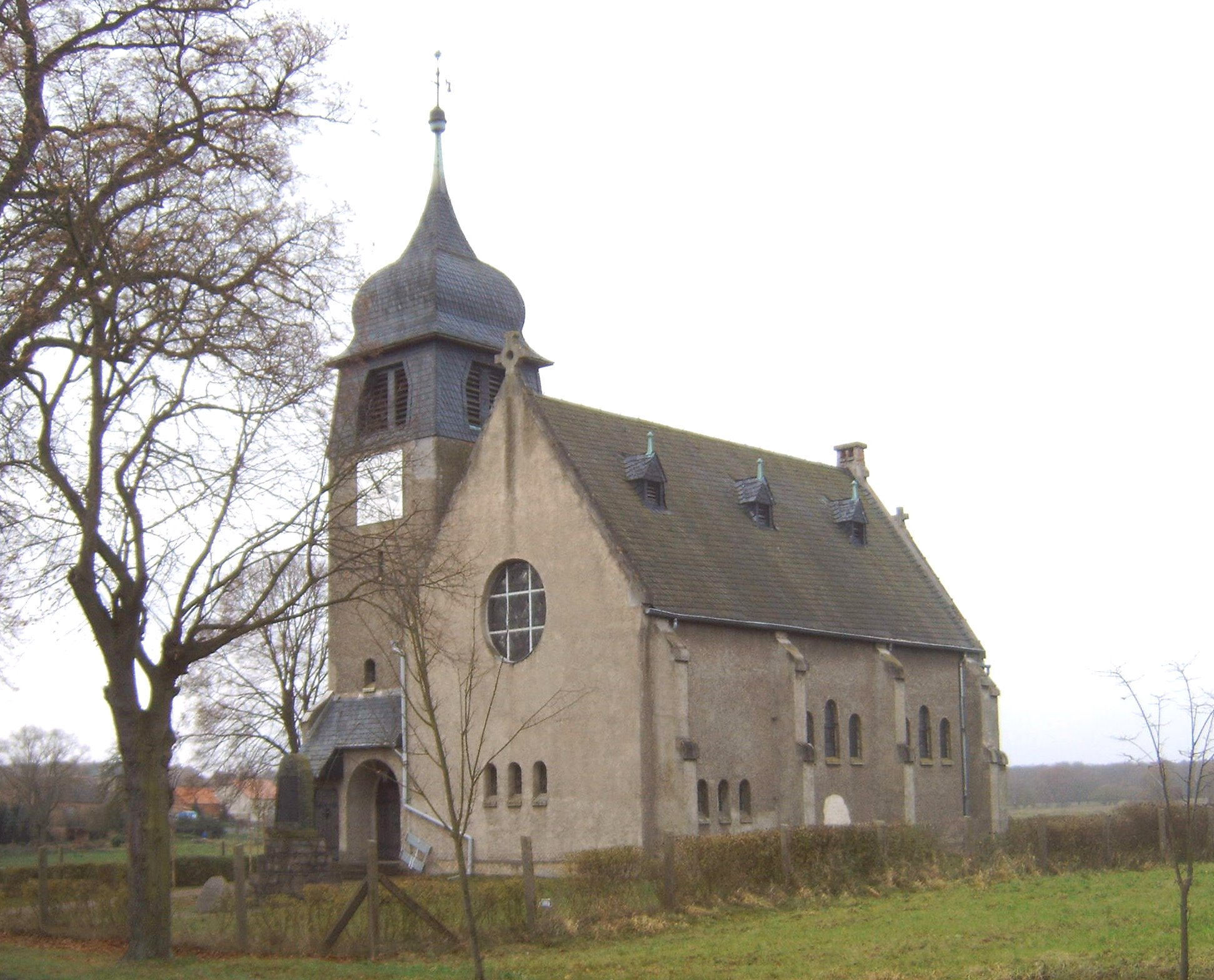
Blick von Nordosten

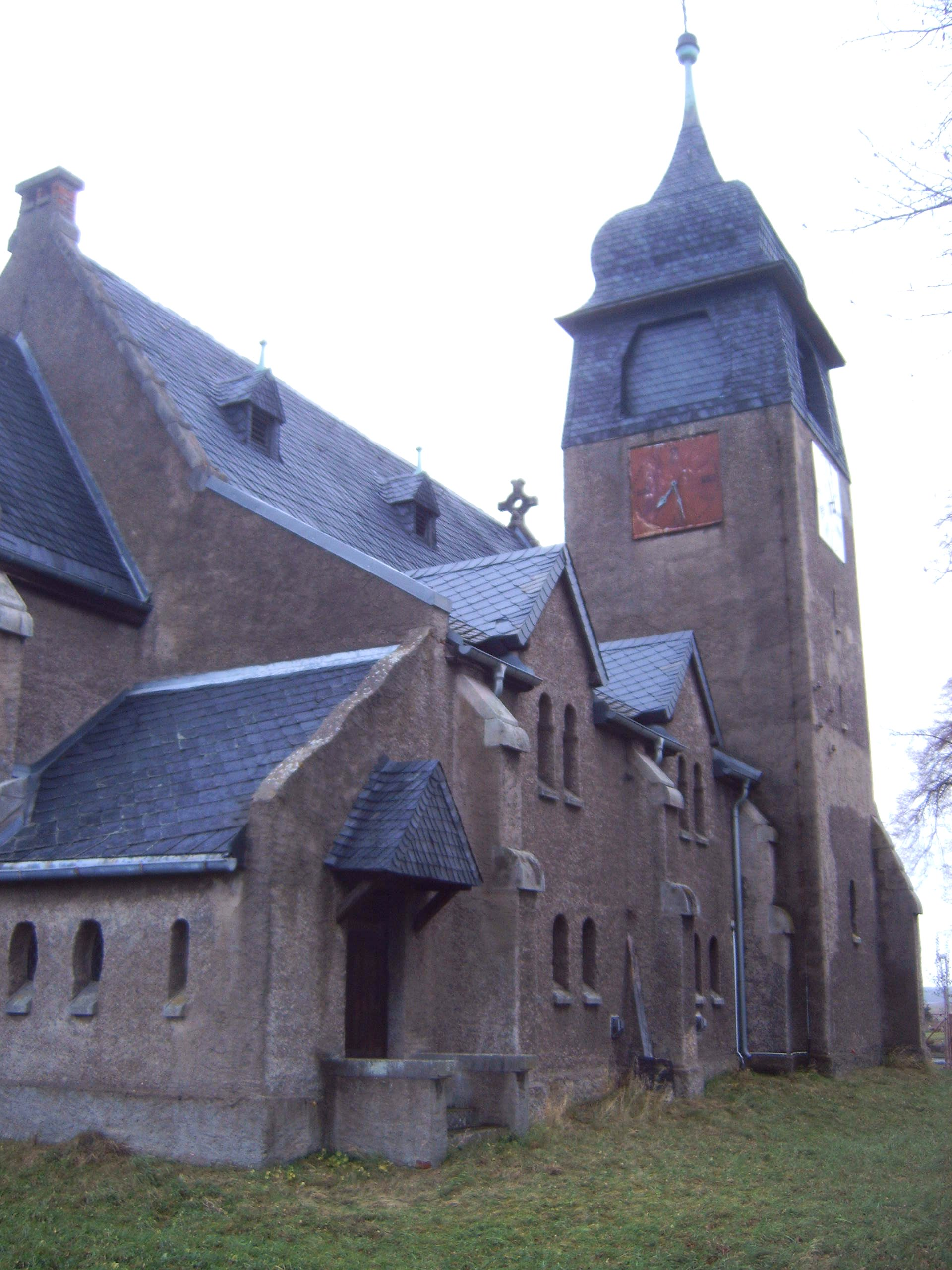
Südliches Seitenschiff

Die Dorfkirche Dolle ist die evangelische Kirche des Dorfes Dolle in Sachsen-Anhalt.

## Architektur
Die Kirche entstand 1907 nach Plänen von Albert Schütze. Das Kirchenschiff ist zweischiffig mit eingezogenem rechteckigen Chor. Der Kirchturm befindet sich an der südöstlichen Seite des verputzten Gebäudes. Der Stil zitiert das Barock und den Jugendstil stellt sich aber sonst als sachlicher Heimatstil dar.
Der gedrungen wirkende Turm wird von einer Schweifhaube bedeckt. Das Hauptschiff hat ein hohes Satteldach, das südlich gelegene Nebenschiff Zwerchgiebel.

## Innenausstattung
Die Decke des Hauptschiffes wird von einer hölzernen, etwas spitzen Tonne gebildet. An der Westseite des Hauptschiffes befindet sich eine Empore. Eine weitere Empore ist an der Südseite des Nebenschiffs eingefügt. Die Decke ist als eine mit Holz verschalte Schräge gestaltet. Die Apsis verfügt über eine Rundtonne.
In der Kirche sind noch die originalen Farbverglasungen von 1907 erhalten. Die Verglasung des Westfensters zeigt das Auge Gottes sowie die Heilig-Geist-Taube über dem himmlischen Jerusalem. Auch die ursprüngliche rustikale Ausstattung ist erhalten. Auch hier finden sich Formen des Jugendstils. Um den Altar befindet sich eine Holzenfassung mit Kommunikantenbänken. Ein auf goldenem Grund gemaltes Kruzifix befindet sich hinter der Mensa.
Vor der Kirche wurde das Kriegerdenkmal Dolle errichtet, welches an die im Ersten und Zweiten Weltkrieg gefallenen Bürger aus Dolle erinnert.